# Murat Gürbüzerol
Murat Gürbüzerol (sinh ngày 1 tháng 2 năm 1988) là một cầu thủ bóng đá Thổ Nhĩ Kỳ thi đấu ở vị trí tiền đạo cho Giresunspor.